# Grenztruppen der DDR
Le Grenztruppen der DDR (in italiano Truppe di frontiera della RDT) furono un corpo di polizia ad ordinamento militare, la cui funzione era quella di sorvegliare il Muro di Berlino e il confine tra Germania Est e Germania Ovest. L'organico delle Grenztruppen raggiunse un picco di circa 47.000 soldati. Dopo l'Unione Sovietica, nessun altro Paese del Patto di Varsavia schierava una milizia di guardie di confine così numerosa.

## Struttura
Le unità della Grenztruppen der DDR erano organizzate allo stesso modo delle unità dell'esercito NVA. La struttura della quale è stata immediatamente successore è quella esistente prima del 30 novembre 1989.

### Principali unità

#### Quartier generale
Il quartier generale delle Grenztruppen der DDR era a Pätz, villaggio nei pressi di Berlino, vicino Königs Wusterhausen.

#### Comandi regionali

Bandiera delle imbarcazioni delle Grenztruppen sull'Oder e sull'Elba

Bandiera della Grenzbrigade Küste

Il Grenzkommando Nord (GKN) aveva come quartier generale Stendal ed era responsabile del settore settentrionale del confine della DDR.
Comandanti:
- Oberst Harald Bär (dal 1º febbraio 1971 al 31 dicembre 1981)
- Oberst Johannes Fritzsche (dal 1º gennaio 1982 al 30 novembre 1989)

Reparti:
6. Grenzregiment "Hans Kollwitz"
8. Grenzregiment "Robert Abshagen"
20. Grenzregiment "Martin Schwantes"
23. Grenzregiment "Wilhelm Bahnik"
24. Grenzregiment "Fritz Heckert"
25. Grenzregiment "Neithardt von Gneisenau"
5. Grenzausbildungsregiment "Gustav Sobottka"
7. Grenzausbildungsregiment "Martin Hoop"
25. Pionierkompanie
25. Sicherungskompanie
25. Stabs- und Versorgungsbataillon
Musikkorps
Il Grenzkommando Süd (GKS) aveva il suo quartier generale a Erfurt e una struttura simile al Grenzkommando Nord. Si occupava del settore meridionale
Comandanti:
Oberst Gerhard Lorenz (dal 1º febbraio 1971 al 30 ottobre 1973)
Oberst Klaus-Dieter Baumgarten (dal 1º novembre 1973 al 14 aprile 1978)
Oberst Walter Tanner (dal 15 aprile 1978 al 31 ottobre 1982)
Oberst Heinz Janshen (dal 1º novembre 1982 al 30 giugno 1987)
Oberst Dieter Hoffmann (dal 1º luglio 1987 al 30 novembre 1989)
Reparti:
1. Grenzregiment "Eugen Levine"
3. Grenzregiment "Florian Geyer"
4. Grenzregiment "Willi Gebhardt"
9. Grenzregiment "Konrad Blenkle"
10. Grenzregiment "Ernst Grube"
15. Grenzregiment "Herbert Warnke"
11. Grenzausbildungsregiment "Theodor Neubauer"
12. Grenzausbildungsregiment "Rudi Arnstadt"
27. Pionierkompanie
27. Sicherungskompanie
27. Stabs- und Versorgungsbataillon
Musikkorps
Il Grenzkommando Mitte (GKM) aveva il suo quartier generale a Berlino-Karlshorst, ed era incaricato di sorvegliare il Muro di Berlino.
Comandanti:
Oberst Bernhard Geier (dal 1º maggio 1971 al 31 agosto 1979)
Generalmajor Erich Wöllner (dal 1º settembre 1979 al 30 aprile 1990)
Oberst Günther Leo (dal 1º maggio 1990 al 30 settembre 1990)
Reparti:
33. Grenzregiment "Heinrich Dorrenbach"
34. Grenzregiment "Hanno Günther"
35. Grenzregiment "Nikolai Bersarin"
36. Grenzregiment "Walter Husemann"
38. Grenzregiment "Clara Zetkin"
42. Grenzregiment "Fritz Perlitz"
44. Grenzregiment "Walter Junker"
39. Grenzausbildungsregiment "Ho Chi Minh"
40. Grenzausbildungsregiment "Hans Coppi"
GÜST-Regiment "Walter Husemann"
26. Artillerieregiment
26. ABC-Abwehrkompanie
26. Amphibische Pionierkompanie
26. Instandsetzungskompanie
26. Kfz-Transportkompanie 26
26. Kompanie Chemische Abwehr
26. Nachrichtenkompanie
26. Nachrichtenwerkstatt 2
26. Sicherungskompanie
Musikkorps

#### Grenzkommando Küste
Il Grenzkommando Küste (GKK: Comando confine costiero), con quartier generale a Rostock, aveva alle sue dipendenze una brigata costiera (Grenzbrigade Küste) costituita da dodici battaglioni di Fanti di mare imbarcazioni costiere, che venivano impiegate lungo le coste del Baltico, e fluviali, impiegate sull'Elba lungo il confine con la Germania Ovest e sull'Oder lungo il confine con la Polonia. Il Grenzkommando Küste dal punto di vista organizzativo e operativo era alle dipendenze della Volksmarine.

##### Grenzbrigade Küste
La 6ª Brigata di sorveglianza costiera (Grenzbrigade Küste) era responsabile della sorveglianza del mare e per la prevenzione di fughe attraverso il Mar Baltico. Tra le imbarcazioni in forza al reparto unità navali della classe Kondor, dragamine trasformati in motovedette d'altura.

## Riorganizzazione del 1989
In conformità con la decisione di giugno 1989 del Consiglio Nazionale della Difesa della Repubblica Democratica Tedesca, le Grenztruppen der DDR furono ampiamente riorganizzate a partire dal 30 novembre 1989. La consistenza del personale fu ridotta approssimativamente del 17%, mentre il numero delle sedi fu ridotto da 50 a 24.
Al posto della struttura di comando precedente, vennero creati sei comandi di distretto di confine (Grenzbezirkskommandos), 16 comandi di regione di frontiera (Grenzkreiskommandos) e due centri di formazione di confine (Grenzausbildungszentren). I Grenzbezirkskommandos (forze speciali) riferivano direttamente al quartier generale nazionale.

## Uccisioni lungo il Muro di Berlino e sul confine intertedesco
Indubbiamente l'aspetto più controverso che circondano le Grenztruppen der DDR riguarda coloro che sono stati feriti o uccisi. Secondo quanto pubblicato il 13 agosto 2004 dal "Gruppo di lavoro 13 agosto", 37 soldati Grenztruppen furono uccisi. Molti altri rimasero feriti.

### Caduti in servizio
Ci furono 29 caduti in servizio fra le Grenztruppen. I primi tre decessi avvennero  dopo la fondazione della Repubblica Democratica Tedesca nell'ottobre 1949 e fino alla fine del 1990, ci furono altri 26 poliziotti e soldati di frontiera uccisi. Fra questi 29 morti, 20 decessi avvennero sul confine interno della Germania, otto sul Muro di Berlino e uno al confine con la Cecoslovacchia. Una ragionevole conferma sugli autori delle singole uccisioni e sulle specifiche motivazioni non è possibile in tutti i casi.